# Catocala lupina
Catocala lupina — вид метеликів з родини еребід (Erebidae).

## Поширення
Вид поширений в Південно-Східній Європі, Малій Азії, на Закавказзі та у Західному Сибіру. Присутній у фауні України.

## Спосіб життя
Метелики літають з липня до початку вересня. Личинки живляться листям верби і тополі.

## Підвиди
- Catocala lupina lupina
- Catocala lupina kastshenkoi Sheljuzhko, 1943 (Закавказзя)